# Long Sutton, Somerset
Long Sutton är en ort och civil parish i Storbritannien.   Den ligger i grevskapet Somerset och riksdelen England, i den södra delen av landet, 190 km väster om huvudstaden London. Long Sutton ligger 20 meter över havet och antalet invånare är 833.
Terrängen runt Long Sutton är platt. Runt Long Sutton är det ganska tätbefolkat, med 160 invånare per kvadratkilometer. Närmaste större samhälle är Yeovil, 12,7 km sydost om Long Sutton. Trakten runt Long Sutton består till största delen av jordbruksmark.